# Bermekimab
Il bermekimab (detto anche MAB-p1 e venduto sotto il nome di Xilonix) è un anticorpo monoclonale umano dell'isotipo IgG1k che ha per target l'interleuchina 1 di tipo alfa. Nel marzo 2017 alcuni studi clinici sull'uso del bermekimab come immunoterapico nel trattamento di alcuni tipi di tumore del colon-retto avevano raggiunto la fase III; nel settembre 2018 ulteriori sperimentazioni cliniche, inerenti in questo caso al trattamento della dermatite atopica, avevano raggiunto la fase II.
L'anticorpo è prodotto dalla casa farmaceutica XBiotech Inc., con sede in Texas.